# Balún Canán
Balún Canán är en ort i Mexiko.   Den ligger i kommunen Tenejapa och delstaten Chiapas, i den sydöstra delen av landet, 800 km öster om huvudstaden Mexico City. Balún Canán ligger 2 254 meter över havet och antalet invånare är 420.
Terrängen runt Balún Canán är kuperad. Runt Balún Canán är det ganska tätbefolkat, med 155 invånare per kvadratkilometer. Närmaste större samhälle är San Cristóbal de las Casas, 13,1 km sydväst om Balún Canán. I omgivningarna runt Balún Canán växer i huvudsak städsegrön lövskog.